# Lissa Mathiasen
Lissa Merethe Mathiasen (født 8. august 1948 i Gadstrup) er en tidligere dansk politiker fra Socialdemokratiet.
Hun er faglært ekspedient (skotøj).
Socialdemokratiet – Midlertidigt medlem for Vejle Amtskreds 6. okt.-7. nov. 1977 og 14. marts-20. marts 1978. Folketingsmedlem 4. april 1978-22. okt. 1979, for Århus Amtskreds 23. okt. 1979-12. dec. 1990 og for Vejle Amtskreds fra 12. dec. 1990.
Født 8. aug. 1948 i Gadstrup, datter af Johannes Olsen og Tove Olsen.
Folkeskolen. Handelsuddannet 1963-67. Engelsholm Højskole 1971-73.
Kontorsekretær. Højskolesekretær. Faglærer i kreative fag 1973-78.
Medlem af DSU's hovedbestyrelse 1969-74. Formand for DSU Vejle Amt 1970-74. Kasserer i Randbøl Socialdemokratiske Forening 1975-77.
Medlem af Landsskatteretten fra 1989. Formand for Erhvervsudvalget 1994-98, næstformand fra 1998. Formand for Retsudvalget fra 1998. Boligordfører fra 2001.
Partiets kandidat i Givekredsen fra 1973 og i Århus Sydkredsen fra 1979. Siden valget i 1990 partiets kandidat i Koldingkredsen.
Kilder:
- Lissa Mathiasen på Folketingets hjemmeside  . Dato: 23. juli 2003.
- Officiel hjemmeside Arkiveret 6. marts 2005 hos  Wayback Machine